# Without a Paddle
Without A Paddle er en amerikansk film fra 2004. Filmen er instrueret af Steven Brill og i hovedrollerne medvirker Matthew Lillard, Seth Green og Dax Shepard.

## Handling
10 år efter at have bestået high school, finder de tre venner, Jerry (Matthew Lillard), Dan (Seth Green) og Tom (Dax Shepard), ud af at deres barndomsven, Billy (Antony Starr), døde i en para-sailing-ulykke i Costa Rica. Efter begravelsen mødes de 3 venner i den træhytte, de plejede at hænge ud i sammen som små. I træhytten finder de kortet til D.B. Coopers forsvundene skat på 200 000 dollars, som Billy stilsyneladene havde arbejdet på hele sit liv. Herefter tager de ud i junglen for at finde skatten. Her møder de blandt andet to voldelige landmænd Dennis (Abraham Benrubi) og Elwood (Ethan Suplee), med en stor hashplantage. De brænder hele plantagen op, og de to landmænd tager jagten op på de tre for at dræbe dem. 
Imens møder mændene nogle piger i et tre og en gammel mand som faktisk er en gammel ven af D.B. Cooper.
D.B. Cooper skulle hoppe ud af flyet han kaprede og mødte den gamle mand i huset, men der var snestorm den dag og de fandt ikke hinanden men Cooper landede faktisk bare i en grøft et par kilometer fra hans hus.
Efter at hashlandmændene formår at finde frem til den gamle mands hus, løber de tre mænd og falder ned i en grøft og, hvor liget af D.B. Cooper ligger og alle hans penge.

## Medvirkende (udvalgt)
- Dax Shepard – Tom Marshall
- Matthew Lillard – Jerry Conlaine
- Seth Green – Dan Mott
- Matthew Price – Young Tom
- Andrew Hampton – Young Jerry
- Jarred Rumbold – Young Dan
- Carl Snell – Young Billy
- Antony Starr – Billy Newwood

## Taglines
- The call of the wild, the thrill of adventure. The mistake of a lifetime.
- Three lifelong friends... One lost treasure... What could go wrong?